# Rien que des mensonges
Rien que des mensonges je francouzsko-švýcarské filmové drama z roku 1991, který režírovala Paule Muret. Snímek měl světovou premiéru 11. prosince 1991.

## Děj
Muriel a její manžel Antoine patří k pařížské vyšší třídě. Antoine je zaneprázdněný vydavatel, který se příliš netají svými mnoha milenkami. Když se jejich syn Basile odstěhuje, Muriel zbývá už jen klábosit u kávy se svými nejlepšími přáteli. S touto situací se však nechce smířit, zvláště když se vnitřně cítí stále mladá. Nakonec začne milenecký vztah s Adrienem, přítelem jedné své kamarádky a začne svému manželovi, synovi a přátelům lhát.
Jak se stále více zaplétá do vlastních lží, snaží se znovu získat kontakt s realitou tím, že si najme detektiva, aby její nevěry zdokumentoval fotkami. Když svého manžela konfrontuje s důkazy své nevěry, jeho reakce je všechno, jen ne žárlivost. Muriel je zklamaná, protože očekávala jinou reakci. Prostřednictvím svých nových zkušeností se však dozvídá mnoho o sobě, o lásce a životě.

## Obsazení
| Fanny Ardant               | Muriel   |
| Alain Bashung              | Adrien   |
| Jacques Perrin             | Antoine  |
| Stanislas Carré de Malberg | Basile   |
| Christine Pascal           | Lise     |
| Alexandra Kazan            | Jo       |
| Jean-Pierre Malo           | Alain    |
| Dominique Besnehard        | detektiv |
| Bernard Schmitt            | Simon    |

## Ocenění
Na Berlinale se Rien que des mensonges utkal v soutěži o Zlatého medvěda, kterého nakonec získal film Grand Canyon Lawrence Kasdana.